# Khalid Yafai
Khalid Saeed Yafai –conocido como Kal Yafai– (Birmingham, 11 de junio de 1989) es un deportista británico de origen yemení que compitió por Inglaterra en boxeo. Sus hermanos Galal y Gamal compitieron en el mismo deporte.
Ganó una medalla de plata en el Campeonato Europeo de Boxeo Aficionado de 2010, en el peso mosca.
En julio de 2012 disputó su primera pelea como profesional. En diciembre de 2016 conquistó el título internacional de la AMB, en la categoría de peso supermosca. En su carrera profesional tuvo en total 27 combates, con un registro de 26 victorias y una derrota.

## Palmarés internacional
| Representando a Inglaterra |               |                  |           |
| Campeonato Europeo         |               |                  |           |
| Año                        | Lugar         | Medalla          | Categoría |
| 2010                       | Moscú (Rusia) | Medalla de plata | 51 kg     |